# San Pedro de Alcántara
San Pedro de Alcántara ist eine spanische Ortschaft an der Costa del Sol, die zum Gebiet der Großstadt Marbella gehört. Sie ist nach dem gleichnamigen Heiligen (Petrus von Alcantara) benannt und hat etwa 34.000 Einwohner.

## Geschichte
Die Anlage der Siedlung erfolgte in den 1860er Jahren durch General Manuel Gutierrez de la Concha.

## Sehenswürdigkeiten

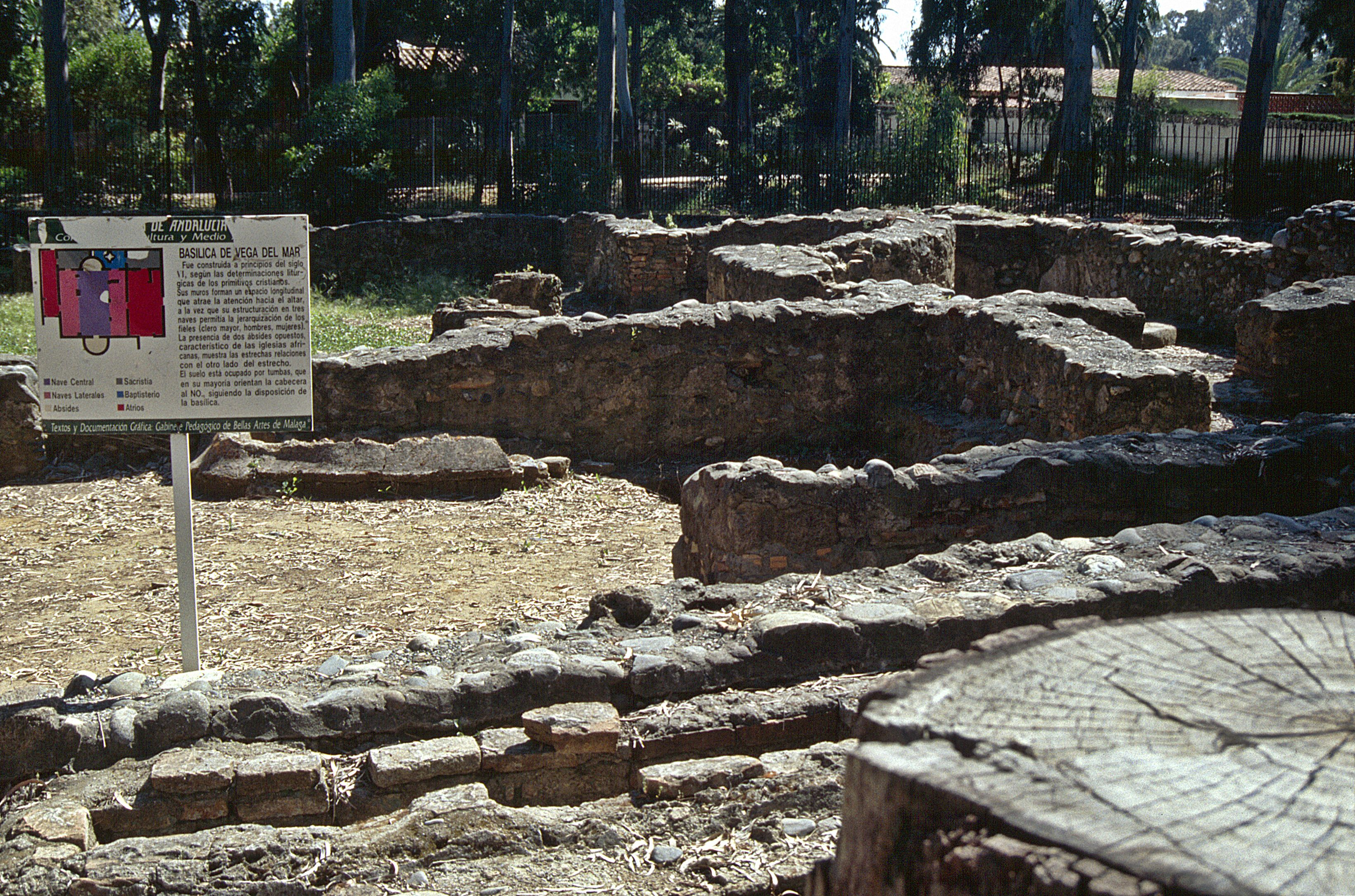
Basilika Vega del Mar

Südlich von San Pedro liegen die Ruinen der römischen Hafenstadt Cilniana und nahebei die Reste der frühchristlichen Basilika Vega del Mar aus dem 6. Jahrhundert mit zwei Apsiden. In dem großen, als Fisch gestalteten Taufbecken konnten auch Erwachsene eintauchen. Zahlreiche Gräber in der Umgebung deuten darauf hin, dass die Anlage zusätzlich als Nekropole genutzt wurde. 